# Ginetex

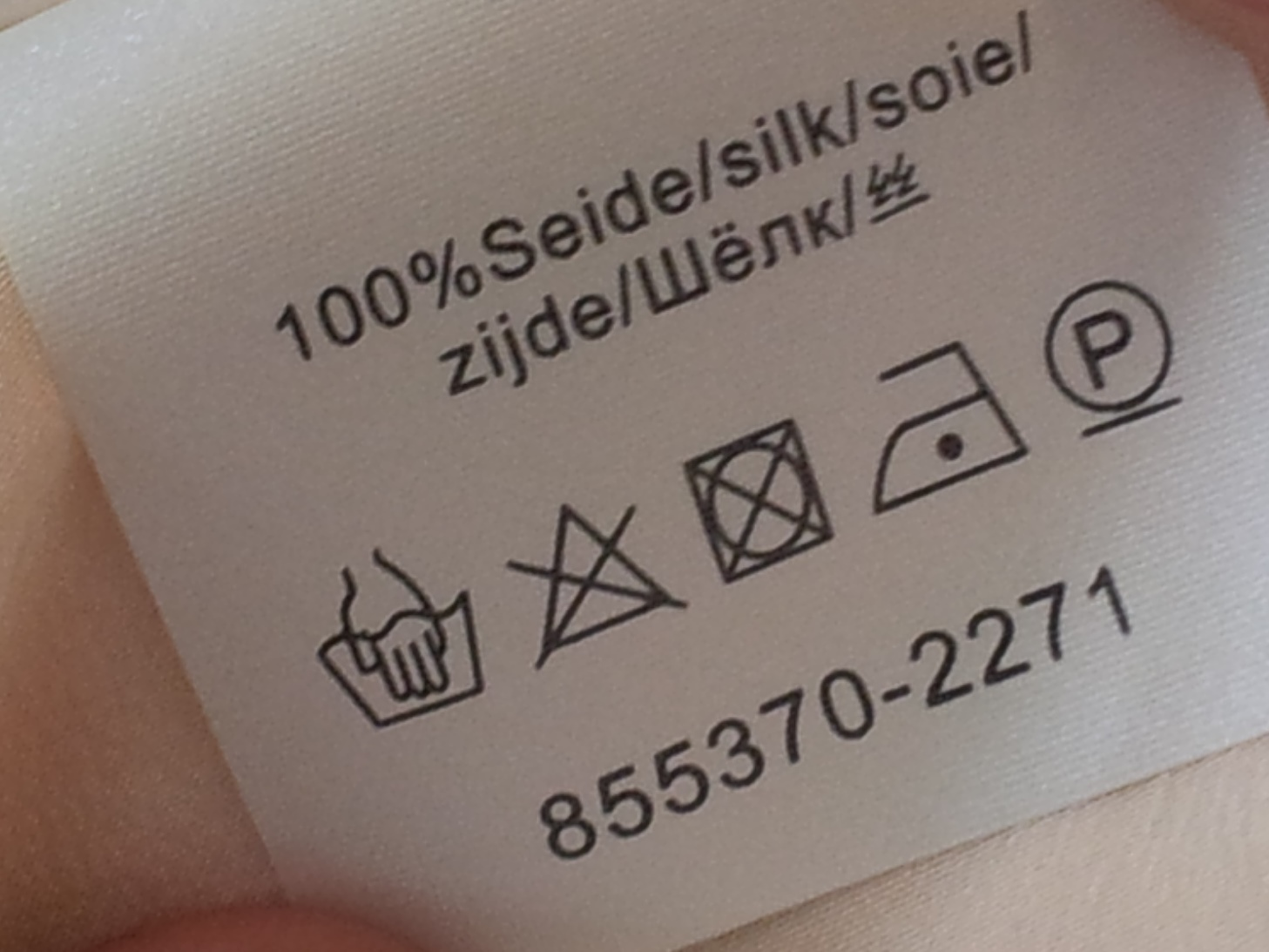
Exempel på tvättsymboler enligt standarden ISO 3758:2012.

Ginetex (eget skrivsätt: GINETEX, av franska Groupement International d’Etiquetage pour l’Entretien des Textiles), International Association for Textile Care Labelling, är ett internationellt standardiseringsorgan för tvättsymboler.
Ginetex grundades 1963 och har sitt huvudkontor i Paris. År 2020 hade organisationen 22 nationella medlemmar, däribland svenska Teko sedan 2014.
Ginetex tvättsymboler ligger till grund för ISO-standard 3758, och sedan 2012 gäller ISO 3758:2012. Ginetex, tillsammans med den franska nationella medlemsorganisationen Cofreet, har dessa symboler registrerade som varumärken i flera länder och tar in licensavgift för deras användning.